# جیمز دان (دین‌شناس)
جیمز دان (انگلیسی: James Dunn؛ ‏ ۲۱ اکتبر ۱۹۳۹ – ۲۶ ژوئن ۲۰۲۰) که با نام جیمی دان هم شناخته می‌شود، متخصص الهیات، صاحب‌نظر در عهد جدید و استاد دانشگاه دورام بود.
او فعالیت‌های گسترده‌ای در سنت متدیسم داشت و در طول زندگی خود عضو کلیسای اسکاتلند و کلیسای متدیست بریتانیای کبیر بود.

## تحصیلات و فعالیت‌های شغلی
- ۱۹۶۱: کارشناسی اقتصاد و آمار از دانشگاه گلاسگو[۱۰]
- ۱۹۶۴: کارشناسی دین از دانشگاه گلاسگو[۱۰]
- ۱۹۶۸: پی‌اچ‌دی از دانشگاه کمبریج[۱۰]
- ۱۹۷۶: دکترای دین‌شناسی از دانشگاه کمبریج[۱۰]

جیمز دان به عنوان پیشوای روحانی کلیسای اسکاتلند در سال ۱۹۶۴ مجوز گرفت و مابین سال‌های ۱۹۶۸ تا ۱۹۷۰ پیشنماز دانشجویان خارجی در دانشگاه ادینبرو بود. او تدریس در رشتۀ دین‌شناسی را در سال ۱۹۷۰ در دانشگاه ناتینگهام آغاز کرد و در سال ۱۹۷۹ به مقام دانشیاری رسید. جیمز دان سرانجام در سال ۱۹۹۰ به مقام استاد تمامیِ دین‌شناسی در دانشگاه دورام دست یافت. جیمز دان در سال ۲۰۰۳ بازنشسته شد.
وی عضو آکادمی بریتانیا است.